# فيزكاينوس
بلدية فيزكاينوس (بالإسبانية: Vizcaínos)‏, هي إحدى بلديات مقاطعة برغش, التي تقع في منطقة قشتالة وليون, والتي تقع في شمال غرب إسبانيا.
يبلغ عدد سكانها 66 نسمة وفقاً لإحصائية سنة (2002).